# سجاح
ام صادر بنت اوس بن حق بن اسامه یا بنت حارث بن سوید بن عقفان معروف به سَجاح زنی طالع بین بود که مانند تعدادی از افراد دیگر در شبه جزیره عربستان، پس از وفات محمد، مدتی قبل از شروع جنگهای رده تا اواسط آن، ادعای پیامبری نمود و رهبری قبیله خود را به دست گرفت و مانند افراد با ادعاهای مشابه به امید گرفتن قدرت سیاسی و نظامی عربستان از دست دولت مرکزی مدینه شروع به فعالیت نمود.

### لغت شناسی
واژه سجاح از ریشه سجح به معنای آسانی، لطافت و نرمی‌گونایی و اعتدال در راه رفتن است

## نسب‌شناسی
سجاح از قبیله بنی تمیم بوده و از طرف مادر جزو قبیله بنی ثغلب بوده که مسیحیان زیادی داشته‌است. سجاح مسیحی بوده یا حداقل به واسطه خویشاوندانش آشنایی زیادی با مسیحیت داشته‌است.

## دین سجاح
از آیات و اصول دینی که سجاح مبلغش بود، چیزی به ما نرسیده‌است. با این حال، وی منبری داشته و آیاتش به صورت نثر شعرگونه بوده‌اند و همچنین یک مؤذن و حاجب نیز داشته‌است. سجاح خدا را با نام رب‌السحاب (خدای ابرها) یاد می‌نمود.

## فعالیتهای سجاح
سجاح پس از مرگ محمد در ۱۱ هجری/۳–۶۳۲ میلادی روی کار آمد. روایتی وی را از تازه به دوران رسیده‌های بنی ثغلب می‌نامد که از بین‌النهرین به میان قبایل ربیعه، ثغلب، بنی نمیر، بنی ایاد و بنی شیبان آمد و هواداران خود را از میان این قبایل به‌دست آورد. بنی تمیم به خاطر مرگ محمد، اسیر درگیری‌های بین از اسلام برگشتگان، مسلمانان و کسانی که دو دل بودند شده بود و مردمش تفرقه داشتند. سجاح موفق شد با آیاتش هر دو قبیله حنظله (بنی مالک و بنی یربوع) را متحد دین خود کند و وی قصد داشت تا با استفاده از این دو قبیله به جنگ دولت مرکزی مدینه برود. دانشنامه اسلام در نقد این روایت می‌نویسد نفوذ سجاح بر روی بنی تمیم باید بیشتر از حدی باشد که این روایت بیان می‌کند و این روایت قصد دارد تا نقش بنی تمیم را در به وجود آمدن جنگهای رده ناچیز نشان دهد و سجاح یک غریبه نبوده و متعلق به خود بنی تمیم بوده (دلیل این موضوع وقایع پایانی دین سجاح است) و احتمالاً سجاح مدتی پیش از مرگ محمد، حمایت قبیله خود را کسب کرده، چرا که بنی تمیم، به خاطر مسائل دنیایی و مادی اسلام را قبول کرده بودند و بنابراین به سادگی از آن برگشتند.
سجاح با بیان اینکه به وی آیه ای در مورد حمله به قبیله رباب وحی شده، حامیان خود را به جنگ با این قبیله دعوت کرد اما در این جنگ شکست سنگینی متحمل شد و در حالی که در حال مرمت سپاهش در نباج در یمامه بود، برای بار دوم شکستی دیگر از سوی بنی عمرو متحمل گردید و مجبور شد که ضمانت دهد که از قلمرو بنی تمیم خارج خواهد شد.

### دیدار با مُسَیْلِمه
سجاح هنگامی که به ینبع رسید، در منطقهٔ امواه یا حجر با مسیلمه روبه‌رو گردید و تصمیم گرفت به مسیلمه که او نیز ادعای پیامبری کرده بود و بخش اعظمی از یمامه هنوز تحت تسلطش بود، بپیوندد تا اموال خود را به اموال مسیلمه ملحق کند و خود را از لحاظ ثروت و اموال تقویت نماید. مسیلمه که توسط لشکریان دولت مرکزی و قبایل اطراف تهدید می‌شد، با روبه‌رو شدن با سجاح که ناامید از آرزوهایش شده بود، یک شانس برای تجدید قوا پیدا کرد. اما این اتحاد نیز برای مسیلمه کارساز نشد. در مورد دیدار سجاح و مسیلمه، روایت قابل اتکایی موجود نیست. یک روایت حاکی از آن است که این دو به توافق رسیدند و هر کدام برای خود وظایفی تعیین کرد و تصمیم به اتحاد دینی و دنیوی گرفتند و با همدیگر ازدواج نمودند و سجاح تا پایان کار مسیلمه و کشته شدن وی، با مسیلمه بود. طبری در باب اتحاد این دو روایاتی مستهجن گونه ارائه می‌دهد و این اتحاد را رابطه ای نامشروع می‌داند که دانشنامه اسلام این روایات را احتمالاً جعلی می‌داند و معتقد است که این مهم، بیشتر یک اتحاد سیاسی بوده‌است تا یک رابطه نامشروع جنسی. بر طبق این روایات، جشن ازدواج این دو در باغی محصور برگزار گردید و در همان باغ، مسیلمه بعداً کشته شد.
روایت دیگر در مورد سجاح و مسیلمه حاکی از آن است که مسیلمه با وی ازدواج کرد اما بعداً وی را طلاق داد و سجاح به قبیله خود بازگشت. روایت سوم به ازدواج این دو اشاره نمی‌کند و می‌گوید که مسیلمه، سجاح را ترغیب به اتحاد علیه مسلمانان نمود تا از این رهگذر از دست رقیبش سجاح خلاص شود. اما سجاح پیشنهادش را رد کرد. مسیلمه به وی گفت اگر با وی متحد شود، غلات نصف سال یمامه متعلق به سجاح باشد. سجاح مدام مخالفت می‌کرد تا آنجایی که مسیلمه پیشنهاد کرد که نصف غلات سال بعد نیز به همراه نصف غنیمت به‌دست آمده نیز مال سجاح باشد و سجاح سرانجام پذیرفت و نمایندگانش را به همراه مسیلمه ترک کرد تا استراحت کند و خویشاوندانش نیز خستگی به در کنند. نصف دیگر غنیمت هیچگاه حاصل نشد، زیرا مسیلمه در جنگ با دولت مرکزی شکست خورد و توسط سپاه خالد بن ولید، پیش از آنکه غلات سال بعد را برداشت کند، کشته شد.

## پس از کشته شدن مسیلمه
در مورد مأموریت و کارهای انجام شده سپاه سجاح در جنگ با مسلمانان، اطلاعی در دست نیست. تمامی روایات حاکی از آنند که وی پس از کشته شدن مسیلمه به قبیله‌اش بازگشت و به زندگی بدون سر و صدایی در میان آنان پرداخت. ابن کلبی روایت می‌کند که در هنگامی که خانواده سجاح قصد اقامت در بصره (که این شهر در زمان حکومت بنی امیه مرکز اصلی بنی تمیم بود) را داشتند، اسلام را پذیرفت و در همان شهر درگذشت و به سنت مرسوم مسلمانان کفن و دفن شد.